# Johan Frederik I van Saksen
Johan Frederik I van Saksen bijgenaamd de Grootmoedige (Torgau, 30 juni 1503 – Weimar, 30 maart 1554) was van 1532 tot 1547 keurvorst van Saksen en van 1547 tot aan zijn dood hertog van Saksen. Hij behoorde tot de Ernestijnse linie van het Huis Wettin.

## Levensloop

### Keurvorst van Saksen
Johan Frederik was de oudste zoon van de Saksische keurvorst Johan de Standvastige en diens eerste echtgenote Sophia, dochter van hertog Magnus II van Mecklenburg. In 1532 volgde hij zijn vader op als keurvorst van Saksen.
Hij bevorderde net als zijn vader en zijn oom Frederik III de Reformatie. In 1536 verbood hij joden om door zijn land te reizen, er handel te drijven of zich te vestigen. Hij consolideerde de evangelische landskerk en in 1539 voerde hij een nieuwe consistorie in om het beheer van de kerkgoederen te regelen. Als aanvoerder van het Schmalkaldisch Verbond was hij een leider van de protestanten.
Johan Frederik had weinig politiek talent en was door zijn obesitas en zijn drang naar alcohol lichamelijk benadeeld. Als keurvorst van Saksen gedroeg hij zich eigenzinnig. Als beschermheer van het prinsbisdom Naumburg verving hij bijvoorbeeld de door de kapittel rechtmatige verkozen katholieke bisschop Julius von Pflug door de lutheraan Nikolaus von Amsdorf. Op de Rijksdag van Speyer in 1544 erkende keizer Karel V na lange weigering het huwelijksverdrag van Johan Frederik en de Saksische erfopvolging in de beide linies van het huis Wettin.

### Schmalkaldische Oorlog en gevangenschap
Nadat het Schmalkaldisch Verbond het hertogdom Brunswijk-Wolfenbüttel had veroverd en er de Reformatie had doorgevoerd, werden Johan Frederik I en de andere leden van het Verbond op 19 juli 1546 door keizer Karel V in de Rijksban geplaatst. In de daaropvolgende Schmalkaldische Oorlog schaarde zijn neef, de lutheraanse hertog Maurits van Saksen, zich aan de zijde van keizer en viel die het keurvorstendom Saksen binnen. Toen de keizerlijke zijde op 24 april 1547 de Slag bij Mühlberg won, werd Johan Frederik op de Lochauer Heide gevangengenomen. Op 10 mei 1547 werd hij ter dood veroordeeld, maar na het ingrijpen van invloedrijke vorsten zoals zijn neef Maurits werd de veroordeling omgezet in een levenslange gevangenisstraf. Ook werd hij afgezet als keurvorst van Saksen en verloor hij het grootste deel van zijn gebieden aan zijn neef Maurits. Voortaan was hij enkel nog hertog van Saksen.
Ondanks zijn nederlagen bleef Johan Frederik optimistisch. Zo liet hij tijdens zijn gevangenschap een jachtslot Vrolijke Wederkomst bouwen en liet hij de Hogeschool van Jena oprichten, die in 1558 door keizer Ferdinand I tot universiteit werd bevorderd. Keizer Karel V deed ook meermaals het verzoek aan Johan Frederik om de Interim van Augsburg te ondertekenen, maar dit weigerde hij steeds. Hierdoor werd zijn gevangenisstraf steeds verscherpt.

### Hertog van Saksen
Na vijf jaar gevangenschap werd Johan Frederik op 1 september 1552 wegens het Verdrag van Passau vrijgelaten. Tijdens zijn laatste levensjaren resideerde hij in Weimar. In 1553 kon hij zijn hertogdom uitbreiden na het overlijden van zijn broer, hertog Johan Ernst van Saksen-Coburg. Toen hij de titel van keurvorst opnieuw begon te gebruiken, kwam hij echter in conflict met zijn neef Maurits. Op 24 februari 1554 sloot hij samen met keurvorst August van Saksen het Verdrag van Naumburg, waarbij alle strijdige punten tussen de twee vorsten werden opgelost. Hierbij kreeg Johan Frederik enige meierijen in Altenburg toegewezen en werd hem toegestaan om de titel van "geboren keurvorst" te voeren. Op 2 maart 1554 ondertekende hij het verdrag, een dag voor zijn dood. 
Johan Frederik werd aan de zijde van zijn echtgenote Sibylla bijgezet in de Stadskerk van Weimar.

## Huwelijk en nakomelingen
Op 9 februari 1527 huwde Johan Frederik in Torgau met Sibylla (1512-1554), dochter van hertog Johan III van Kleef. Ze kregen vier zonen:
- Johan Frederik II (1529-1595), hertog van Saksen
- Johan Willem (1530-1573), hertog van Saksen en Saksen-Weimar
- Johan Ernst (1535-1535)
- Johan Frederik III (1538-1565), titulair hertog van Saksen-Gotha

## Voorouders
| Voorouders van Johan Frederik I van Saksen | Voorouders van Johan Frederik I van Saksen                                 | Voorouders van Johan Frederik I van Saksen                                 | Voorouders van Johan Frederik I van Saksen                                        | Voorouders van Johan Frederik I van Saksen                                        | Voorouders van Johan Frederik I van Saksen                                    | Voorouders van Johan Frederik I van Saksen                                    | Voorouders van Johan Frederik I van Saksen                               | Voorouders van Johan Frederik I van Saksen                               |
| ------------------------------------------ | -------------------------------------------------------------------------- | -------------------------------------------------------------------------- | --------------------------------------------------------------------------------- | --------------------------------------------------------------------------------- | ----------------------------------------------------------------------------- | ----------------------------------------------------------------------------- | ------------------------------------------------------------------------ | ------------------------------------------------------------------------ |
| Overgrootouders                            | Frederik II van Saksen (1412–1464) ∞ Margaretha van Oostenrijk (1416-1486) | Frederik II van Saksen (1412–1464) ∞ Margaretha van Oostenrijk (1416-1486) | Albrecht III van Beieren (1401-1460) ∞ Anna van Brunswijk-Grubenhagen (1415-1474) | Albrecht III van Beieren (1401-1460) ∞ Anna van Brunswijk-Grubenhagen (1415-1474) | Hendrik IV van Mecklenburg (1417-1477) ∞ Dorothea van Brandenburg (1420-1491) | Hendrik IV van Mecklenburg (1417-1477) ∞ Dorothea van Brandenburg (1420-1491) | Erik II van Pommeren (1455–1522) ∞ Sophia van Pommeren-Stolp (1435-1497) | Erik II van Pommeren (1455–1522) ∞ Sophia van Pommeren-Stolp (1435-1497) |
| Grootouders                                | Ernst van Saksen (1431–1468) ∞ Elisabeth van Beieren (1443-1484)           | Ernst van Saksen (1431–1468) ∞ Elisabeth van Beieren (1443-1484)           | Ernst van Saksen (1431–1468) ∞ Elisabeth van Beieren (1443-1484)                  | Ernst van Saksen (1431–1468) ∞ Elisabeth van Beieren (1443-1484)                  | Magnus II van Mecklenburg (1441-1503) ∞ Sophia van Pommeren (1460-1504)       | Magnus II van Mecklenburg (1441-1503) ∞ Sophia van Pommeren (1460-1504)       | Magnus II van Mecklenburg (1441-1503) ∞ Sophia van Pommeren (1460-1504)  | Magnus II van Mecklenburg (1441-1503) ∞ Sophia van Pommeren (1460-1504)  |
| Ouders                                     | Johan de Standvastige (1468–1532) ∞ Sophia van Mecklenburg (1481-1503      | Johan de Standvastige (1468–1532) ∞ Sophia van Mecklenburg (1481-1503      | Johan de Standvastige (1468–1532) ∞ Sophia van Mecklenburg (1481-1503             | Johan de Standvastige (1468–1532) ∞ Sophia van Mecklenburg (1481-1503             | Johan de Standvastige (1468–1532) ∞ Sophia van Mecklenburg (1481-1503         | Johan de Standvastige (1468–1532) ∞ Sophia van Mecklenburg (1481-1503         | Johan de Standvastige (1468–1532) ∞ Sophia van Mecklenburg (1481-1503    | Johan de Standvastige (1468–1532) ∞ Sophia van Mecklenburg (1481-1503    |
| Johan Frederik I van Saksen (1503–1554)    |                                                                            |                                                                            |                                                                                   |                                                                                   |                                                                               |                                                                               |                                                                          |                                                                          |